# 朴恩智 (演員)
朴恩智（韓語：박은지，1983年5月20日—），韓國女演員，前MBC氣象主播。

## 演出作品

### 電視劇
- 2011年：MBC《我也是花》
- 2012年：MBC《Stand By》飾演 時完的阿姨
- 2013年：SBS《出生的祕密》飾演 光淑
- 2013年：tvN《馬鈴薯星2013QR3》飾演 金智賢
- 2014年：tvN《花樣爺爺搜查隊》飾演 韓宥拉
- 2015年：KBS《拜託了，媽媽》飾演 崔書賢
- 2016年：搜狐視頻《評價女王》飾演 孔恭熙
- 2016年：SBS《嫉妒的化身》飾演 朴珍

### 綜藝節目
- 《Snl Korea》
- 《家族的秘密》
- 《MBN收場對決！》
- 《我是歌手Special Story》
- 《醫生的勝負》
- 《Dancing Stars1》
- 《一晚》
- 《新聞》
- 《The Genius 遊戲的法則》

## 外部連結
- NAVER （页面存档备份，存于）
- 朴恩智的Twitter （页面存档备份，存于）